# Stal Stalowa Wola
El Stal Stalowa Wola es un club de fútbol polaco de la ciudad de Stalowa Wola. Los colores tradicionales del club son el verde y el negro. A partir de la temporada 2025-26 jugará en la II Liga.
Mantienen una fuerte rivalidad con el Siarka Tarnobrzeg, con el que disputan el llamado Grand derbi de Podkarpacie.

## Historia
Fue fundado en 1938 y durante la época comunista de Polonia el club estaba vinculado con la Planta de Maquinaria Pesada que construyó camiones pesados y cargadores para la industria del carbón y las obras de construcción.
Tras la Segunda Guerra Mundial, el club reanudó sus puertas. En la temporada 1953, el Stal ganó la competición de clase A (cuarto nivel de liga). En la temporada 1962-63, participó por primera vez en una competición de la Copa de Polonia. En su temporada de debut: en la primera ronda eliminó al Victoria Częstochowa, en la segunda al Unia Racibórz, y en los 1/16 de final cayó ante el Legia de Varsovia.
Los jugadores de la "ciudad del acero" ascendieron a Segunda Liga (en el siglo XX era el segundo nivel de la competición) por primera vez en 1973, bajo la dirección del entrenador Jerzy Kopa. Jugaron allí hasta 1987, cuando, en una eliminatoria con el Górnik Knurów, ascendieron a Primera Liga, de la que descendieron en la primera temporada.
Posteriormente, el Stalowa Wola jugó temporadas en la máxima división: 1991-92, 1993-94 y 1994-95. Entre los mayores éxitos del equipo Stalowa Wola de ese periodo cabe destacar el 12º puesto en la Primera Liga en la temporada 1993/1994 y la participación en los 1/4 de final de la Copa de Polonia en la temporada 1991/1992.
Hasta el 25 de mayo de 2010, el club funcionó como una sección del Club Deportivo Obras de Stalowa Wola, cuando se formó una sociedad anónima de fútbol autónoma. En 2018, la ciudad de Stalowa Wola se convirtió en el accionista mayoritario de la sociedad.
En la temporada 2019-20, el Stal alcanzó los octavos de final de la Copa de Polonia, en el que quedó eliminado el Chemik Police y el GKS Katowice, donde perdió 0:2 en un partido contra el Lech Poznań jugado en Boguchwała. El 29 de febrero de 2020, el Stal jugó su primer partido en el estadio Podkarpackie Centrum Piłki Nożnej, que estuvo en construcción entre 2017 y 2020.
El 5 de julio de 2020, los jugadores del "Stalówka" descendieron a la Tercera Liga, lo que supuso su primer descenso a este nivel desde la década de 1960. Stal Stalowa Wola logró dos ascensos consecutivos en las temporadas 2022-23 y 2023-24, ascendiendo a la segunda división a través de los play-offs durante la temporada 2023-24. Su victoria por 2-1 contra KKS Kalisz en la final de los play-offs marcó su regreso a la I Liga de Polonia después de 14 años de ausencia. Sin embargo, a pesar de sus esfuerzos, el equipo descendió nuevamente a la II Liga (tercera categoría) con dos jornadas aún por disputar en la temporada 2024–25 de la I liga.

## Entrenadores
Compilado a partir de datos originales, actualizados a 11 de junio de 2023.
| Entrenador             | Fecha de inicio | Fecha de terminación |
| ---------------------- | --------------- | -------------------- |
| Jerzy Kopa             | 07.1972         | 06.1975              |
| Włodzimierz Gąsior     | 01.1993         | 08.1993              |
| Grzegorz Wesołowski    | 07.2000         | 06.2001              |
| Czesław Palik          | 07.2002         | 06.2003              |
| Sławomir Adamus        | 06.2003         | 09.2003              |
| Czesław Palik          | 01.2004         | 05.2004              |
| Sławomir Adamus        | 07.2004         | 03.2007              |
| Albin Mikulski         | 03.2007         | 09.2007              |
| Władysław Lach         | 09.2007         | 06.2009              |
| Przemysław Cecherz     | 06.2009         | 09.2009              |
| Janusz Białek          | 09.2009         | 07.2010              |
| Sławomir Adamus        | 07.2010         | 11.2011              |
| Mirosław Kalita        | 12.2011         | 04.2013              |
| Paweł Wtorek           | 04.2013         | 06.2014              |
| Jaromir Wieprzęć       | 06.2014         | 01.2016              |
| Andrzej Kasiak         | 01.2016         | 04.2016              |
| Ryszard Kuźma          | 04.2016         | 06.2016              |
| Rafał Wójcik           | 07.2016         | 04.2017              |
| Janusz Białek          | 04.2017         | 11.2017              |
| Krzysztof Łętocha      | 11.2017         | 07.2018              |
| Jaromir Wieprzęć       | 07.2018         | 07.2018              |
| Krzysztof Łętocha      | 07.2018         | 09.2018              |
| Wojciech Fabianowski   | 09.2018         | 06.2019              |
| Paweł Wtorek           | 07.2019         | 08.2019              |
| Czesław Palik          | 08.2019         | 08.2019              |
| Szymon Szydełko        | 08.2019         | 10.2020              |
| Jaromir Wieprzęć       | 11.2020         | 04.2021              |
| Damian Skakuj          | 04.2021         | 06.2021              |
| Roland Thomas          | 07.2021         | 09.2021              |
| Łukasz Bereta          | 09.2021         | 03.2022              |
| Maciej Gadowski        | 03.2022         | 03.2022              |
| Łukasz Surma           | 03.2022         | 03.2023              |
| Ireneusz Pietrzykowski | 03.2023         |                      |

## Aficionados
Los aficionados del Stalowa Wola son amigables con los seguidores del GKS Jastrzębie, Łada Biłgoraj, Polonia Przemyśl, Sokół Nisko y Stal Rzeszów. Los principales rivales del Stal son el Hutnik Kraków, el Korona Kielce, el KSZO Ostrowiec Świętokrzyski, el Motor Lublin, el Siarka Tarnobrzeg y el Stal Mielec. El grupo de seguidores del equipo se llama "Stalówka The Firm". En 2020 comenzó oficialmente la amistad con los ultras del Inter de Milán del grupo Curva Nord Milano.